# Coenobia rufa
Coenobia rufa là một loài bướm đêm trong họ Noctuidae.

## Hình ảnh

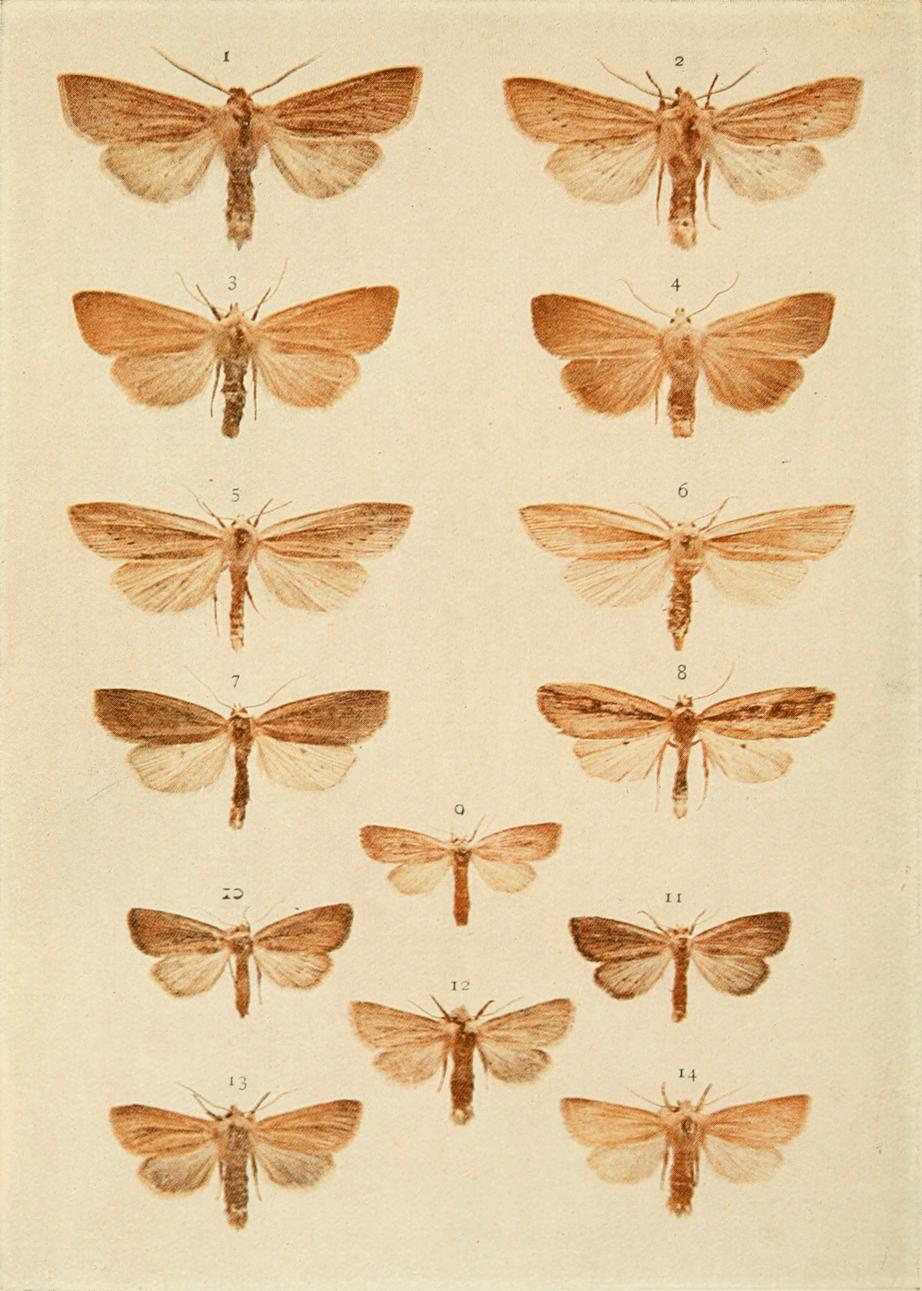